# Mars 1769
Cette page présente les faits marquants du mois de mars 1769.

## Événements
- 16 mars : retour de Louis Antoine de Bougainville à Saint-Malo après son voyage dans le Pacifique (escale à Tahiti, exploration des îles les plus septentrionales de l’archipel des Salomon)[1].